# Villalcázar de Sirga
Villalcázar de Sirga é um município da Espanha na província de Palência, comunidade autónoma de Castela e Leão, de área 25,26 km² com população de 216 habitantes (2004) e densidade populacional de 8,55 hab/km².

## Demografia
| Variação demográfica do município entre 1991 e 2004 | Variação demográfica do município entre 1991 e 2004 | Variação demográfica do município entre 1991 e 2004 | Variação demográfica do município entre 1991 e 2004 |
| --------------------------------------------------- | --------------------------------------------------- | --------------------------------------------------- | --------------------------------------------------- |
| 1991                                                | 1996                                                | 2001                                                | 2004                                                |
| 248                                                 | 245                                                 | 229                                                 | 216                                                 |